# Georg Gotthart
Georg Gotthart (auch Gotthard; * 1552?; † 23. März 1619 in Solothurn) war Eisenkrämer und Dichter; er verfasste drei Spiele (vereinzelt sind auch die Schreibweisen Gotthard und Gotthardt anzutreffen, die Werke Gottharts sind aber alle mit «Georg Gotthart» überschrieben).

## Leben
Georg Gotthart leistete 1571 den Bürgereid in Solothurn; für das in der älteren Fachliteratur noch genannte Geburtsjahr 1552 konnte bislang kein Beleg mehr beigebracht werden. Tätig war er als «Jsenkraemer» (Metallhändler) und verfasste, ohne über eine akademische Ausbildung oder Lateinkenntnisse zu verfügen, drei Spiele, die unter grossem Aufwand in Solothurn zur Aufführung kamen. Die Spiele sind als Drucke aus der Zeit erhalten. Georg Gotthart verstarb am 23. März 1619. Gottharts Sohn ist der Theologe Johann Wilhelm Gotthard.
Die Germanistik des 19. Jahrhunderts (und darüber hinaus) hat die Spiele Gottharts meist abwertend zur Kenntnis genommen; so schrieb beispielsweise Jakob Baechtold in der Allgemeinen Deutschen Biographie: «Namentlich die zwei letzten Stücke, deren Aufführung zwei Tage erheischte, gehören zu den umfangreichsten der Zeit. Sie sind durchwegs ohne Handlung, langweilig, fad moralisierend (…).»
Solche Urteile werden der Leistung Gottharts und seinen Spieltexten nicht gerecht. Eine besondere Bedeutung der Spiele liegt darin, dass sie die letzten öffentlich aufgeführten grossen Bürgerspiele Solothurns waren; davor waren Spiele gehalten worden, die sich vorwiegend an geistlichen Themen orientierten (z. B. die Spiele von Hanns Wagner alias ‹Ioannes Carpentarius›), nach Gotthart folgte die Zeit des Jesuiten- und Schuldramas.

## Werke
- Histori vom Kampff zwüschen den Roemeren vnd denen von Alba (Kampf der Römer), 1584 aufgeführt und in Bern bei Bendicht Ulmann und Vincenz Imhof gedruckt. Der Stoff ist einer Übersetzung von Titus Livius 1,23ff. entnommen.
- Zerstoerung der grossen vnd vesten Koeniglichen Statt Troia oder Jlio (Troia), 1598 aufgeführt, 1599 in Freiburg bei Wilhelm Mäss gedruckt. Das Spiel behandelt das Geschehen der Ilias, als Grundlage diente die Übertragung der Werke von Dares Phrygius und Dictys Cretensis durch Marcus Tatius (Tatius Alpinus).
- Laeben deß frommen vnnd Goettsfoerchtigen Tobiæ (Tobias), 1617 aufgeführt, von Johann Hederlin, Luzern, verlegt, 1619 in Augsburg bei Sara Mang gedruckt. Das Spiel behandelt den Stoff des Buches Tobit.

## Ausgaben
- Georg Gotthart: Sämtliche Werke. Herausgegeben von Ralf Junghanns mit einer Einführung zu Leben und Werk. Zürich: Chronos 2016 (=Schweizer Texte, N. F., Bd. 46) [zgl. Diss. Universität Zürich]. ISBN 978-3-0340-1331-4
  - Enthält die Edition: «Histori vom Kampf zwischen den Römern und denen von Alba.»
  - Dazu die digitale Edition: «Ein schön lustiges Spil oder Tragedi von Zerstörung der grossen und vesten königlichen Statt Troia oder Ilio»
  - Dazu die digitale Edition: «Ein schöne lehrriiche Histori und Comoedia, von dem Läben deß frommen und Gottsförchtigen Tobiae»